# Thomas John Cochrane
Thomas John Cochrane, född den 5 februari 1789 i London, död den 19 oktober 1872 på ön Wight, var en brittisk amiral. Han var son till Alexander Cochrane och far till Alexander Baillie-Cochrane, 1:e baron Lamington. 
Cochrane gick till sjöss redan vid sju års ålder, blev löjtnant 1805 och – genom en högste befälhavares myndighet, emot reglementet – vid blott 17 års ålder skeppskapten och tjänade som sådan, under sin 
fars befäl, i kriget mot Förenta staterna. Han blev 1825 guvernör över Newfoundland, 1841 konteramiral och 1844 överbefälhavare för flottan i de ostindiska
farvattnen, gjorde 1845 en lycklig expedition mot sjörövarna i den indiska arkipelagen och intog 1846 sultanens av Borneo huvudstad. År 1850 blev han viceamiral, 1852 (till 1855) befälhavande amiral i Plymouth, 1856 amiral och 1865 Admiral of the Fleet. Åren 1837–1839 satt han, som fullmäktig för Ipswich, i underhuset och röstade där med de konservativa.